# Flathead megye
Flathead megye az Amerikai Egyesült Államokban, azon belül Montana államban található. Megyeszékhelye és legnagyobb városa Kalispell. Lakosainak száma 104 357 fő (2020. április 1.). Flathead megye Glacier, Lincoln, Powell, Lake, Lewis and Clark, Pondera, Teton, Missoula, Sanders és Regional District of East Kootenay megyékkel határos.

## Népesség
A megye népességének változása:
| Lakosok száma | 90 891 | 91 153 | 91 660 | 93 068 | 96 165 | 104 357 |
|               | 2010   | 2011   | 2012   | 2013   | 2015   | 2020    |